# Eishockeyturnier in Les Avants 1914
Das Eishockeyturnier in Les Avants fand vom 16. bis 18. Januar 1914 in Les Avants, Schweiz statt. Der Princes Ice Hockey Club gewann das Turnier mit einer Bilanz von vier 4 Siegen aus ebenso vielen Spielen.

## Turnier

### Spiele
| 16. Januar 1914 | Princes Ice Hockey Club | 16:0 | Brussels Ice Hockey Club | Les Avants |

| 16. Januar 1914 | Berliner Schlittschuhclub | 10:0 | Brussels Ice Hockey Club | Les Avants |

| 17. Januar 1914 | Club des Patineurs Lausanne | 4:1 | Brussels Ice Hockey Club | Les Avants |

| 17. Januar 1914 | Ceská sportovní spolecnost | 1:1 | Berliner Schlittschuhclub | Les Avants |

| 17. Januar 1914 | Princes Ice Hockey Club | 1:0 | Ceská sportovní spolecnost | Les Avants |

| 17. Januar 1914 | Club des Patineurs Lausanne | 1:9 | Berliner Schlittschuhclub | Les Avants |

| 18. Januar 1914 | Club des Patineurs Lausanne | 0:12 | Princes Ice Hockey Club | Les Avants |

| 18. Januar 1914 | Ceská sportovní spolecnost | 17:0 | Brussels Ice Hockey Club | Les Avants |

| 18. Januar 1914 | Berliner Schlittschuhclub | 1:5 | Princes Ice Hockey Club | Les Avants |

| 18. Januar 1914 | Club des Patineurs Lausanne | 0:2 | Ceská sportovní spolecnost | Les Avants |

### Abschlusstabelle
| Pl. |                             | Sp | S | U | N | Tore | Punkte |
| 1.  | Princes Ice Hockey Club     | 4  | 4 | 0 | 0 | 34:1 | 8:0    |
| 2.  | Berliner Schlittschuhclub   | 4  | 2 | 1 | 1 | 21:7 | 5:3    |
| 3.  | Ceská sportovní spolecnost  | 4  | 2 | 1 | 1 | 20:2 | 5:3    |
| 4.  | Club des Patineurs Lausanne | 4  | 1 | 0 | 3 | 5:24 | 2:6    |
| 5.  | Brussels Ice Hockey Club    | 4  | 0 | 0 | 4 | 1:47 | 0:8    |